# Élections générales albertaines de 1989
L'élection générale albertaine de 1989 eut lieu le 20 mars 1989 afin d'élire les députés de l'Assemblée législative de l'Alberta.

## Résultats
| Parti                      | Parti                      | Chef        | # de candidats | Sièges | Sièges | Sièges  | Voix    | Voix    | Voix    |
| Parti                      | Parti                      | Chef        | # de candidats | 1986   | Élus   | % Diff. | #       | %       | % Diff. |
| -------------------------- | -------------------------- | ----------- | -------------- | ------ | ------ | ------- | ------- | ------- | ------- |
|                            | Progressiste-conservateur  |             | 83             | 61     | 59     |         | 367 244 | 44,29 % |         |
|                            | Nouveau Parti démocratique |             | 83             | 16     | 16     | -       | 217 972 | 26,29 % |         |
|                            | Libéral                    |             | 83             | 4      | 8      | +100 %  | 237 787 | 28,68 % |         |
|                            | Crédit social              |             | 6              | *      | -      | *       | 3 939   | 0,47 %  |         |
|                            | Indépendant                | Indépendant | 10             | -      | -      | -       | 2 162   | 0,26 %  |         |
|                            | Communiste                 |             | 2              | -      | -      | -       | 85      | 0,01 %  |         |
| Total                      | Total                      | Total       | 267            | 83     | 83     | -       | 829 189 | 100 %   |         |
| Source : Elections Alberta |                            |             |                |        |        |         |         |         |         |

Notes :
* N'a pas présenté de candidats lors de l'élection précédente